# Bremangerlandet
Bremangerlandet är en ö i Bremangers kommun i Vestland fylke i västra Norge. Ön ligger strax söder om mynningen av Nordfjorden och har en yta på 153 kvadratkilometer. Det var den största ön i dåvarande Sogn og Fjordane fylke. Ön har över 1 200 invånare (2018), som huvudsakligen bor runt viken Bremangerpollen i väster, mer än en tredjedel av dessa bor i den tidigare tätorten Bremanger.
Kusterna är mestadels branta och ön är bergig. Mot havet i nordvästra delen av ön ligger den branta Olderveggen. I öster ligger det välkända berget Hornelen på 860 meter över havet. Det är det högsta berget på ön och i hela fylket utanför fastlandet. Berggrunden i Hornelen består av sandsten och konglomerat som tillhör Devonfälten på Vestlandet.